# Froidestrées
Froidestrées es una comuna francesa situada en el departamento de Aisne, de la región de Alta Francia.

## Geografía
Está ubicada a 10 km al norte de Vervins.

## Demografía
| 211 | 199 | 174 | 188 | 199 | 216 | 205 | 188 |
| Para los censos de 1962 a 1999 la población legal corresponde a la población sin duplicidades (Fuente: INSEE [Consultar]) |     |     |     |     |     |     |     |